# Laurent Pionnier
Laurent Pionnier (Bagnols-sur-Cèze, 24 de maio de 1982) é um ex-futebolista profissional francês que atuava como goleiro. Fez quase toda sua carreira no Montpellier.

## Títulos

### Montpellier
- Ligue 1 (1): 2011–12